# فرودگاه اکولیویک
فرودگاه اکولیویک (به انگلیسی: Akulivik Airport) یک فرودگاه همگانی باربری با کد یاتا AKV است که یک باند فرود شن دارد و طول باند آن ۱۰۷۰ متر است. این فرودگاه در کشور کانادا قرار دارد و در ارتفاع ۲۳ متری از سطح دریا واقع شده‌است.

## شرکت‌های هواپیمایی و مقصدهای پروازی
| شرکت‌های هواپیمایی | مقصدهای پروازی                                                                                      |
| ----------------- | --------------------------------------------------------------------------------------------------- |
| ایر اینویت        | اینوکخوآک، ایووییویک، کویواراپیک، مونترآل-پییر الیوت ترودو، پوویرنیتوک، سللویت، سنیکیلواق، اومیوجاک |